# Munyomyi (vattendrag i Burundi)
Munyomyi är ett vattendrag i Burundi.   Det ligger i provinsen Bururi, i den sydvästra delen av landet, 80 km sydost om huvudstaden Bujumbura.
Omgivningarna runt Munyomyi är en mosaik av jordbruksmark och naturlig växtlighet. Runt Munyomyi är det tätbefolkat, med 343 invånare per kvadratkilometer.